# Michael McGrath
Michael McGrath (ur. 23 sierpnia 1976 w Corku) – irlandzki polityk, działacz Fianna Fáil, parlamentarzysta, w latach 2020–2024 minister, od 2024 członek Komisji Europejskiej.

## Życiorys
Brat polityka Séamusa McGratha. Absolwent studiów z zakresu handlu na University College Cork. Praktykował w KPMG, uzyskał uprawnienia dyplomowanego księgowego. Pracował w sektorze prywatnym i publicznym. Wstąpił do ugrupowania Fianna Fáil. W 1999 został radnym miejscowości Passage West, a w 2004 zasiadł w radzie hrabstwa Cork.
W 2007 po raz pierwszy został wybrany do Dáil Éireann, z powodzeniem ubiegał się o reelekcję w wyborach w 2011, 2016 i 2020. W czerwcu 2020 objął stanowisko ministra do spraw wydatków publicznych i reform w rządzie Micheála Martina. W grudniu 2022, gdy na czele gabinetu zgodnie z porozumieniem koalicyjnym stanął Leo Varadkar, przeszedł na funkcję ministra finansów. Utrzymał ją również w utworzonym w kwietniu 2024 gabinecie Simona Harrisa.
W czerwcu 2024 odszedł z rządu w związku z wysunięciem jego kandydatury na nowego irlandzkiego członka Komisji Europejskiej. W tym samym roku dołączył do nowej KE kierowanej przez Ursulę von der Leyen (z kadencją od 1 grudnia 2024) jako komisarz do spraw demokracji, wymiaru sprawiedliwości i praworządności.